# Lugar das Pedrinhas
Lugar das Pedrinhas és un llogaret a la vora de la mar, situat entre Ofir i Apúlia, municipi d'Esposende i districte de Braga, amb un paisatge natural marítim atlàntic i una temperatura característica del litoral nord de Portugal. El seu nom fins a la fi del segle xix era Gramadoiro, i al segle xx es va canviar a Lugar das Pedrinhas.
És el llogaret on es troben les cases vaixell més antigues del món occidental. Encara hui podem veure-hi les cases que presenten la cobertura amb quilla en V del casc del vaixell provinent de la tradició del vaixell funerari).
Aquest llogaret fou presentat al setembre de 2010 a Patrimoni, proposat per més de quaranta arquitectes, professors i doctors (procés DRP/CLS - 2445 de la Direcció Regional de Cultura del Nord (Ministeri de Cultura)). El despatx del director de l'IGESPAR al març de 2011 afirma "Lugar das Pedrinhas té un inequívoc interés com a memòria d'un poble i de les seues activitats ancestrals, a més d'un patrimoni mòbil i immaterial..."

## Descripció
Diuen que quan els romans envaïren la península Ibèrica i les legions romanes van arribar ací, les construccions ovals d'origen celta o precelta els van recordaren les construccions de la Pulla a Itàlia; hi feren una analogia amb els trulli i van batejar la població amb el nom d'Apúlia. L'etnòleg Jorge Dies arriba a afirmar que aquestes construccions són reminiscència d'una pràctica arquitectònica molt antiga, que pot recular fins a l'edat del bronze atlàntica, és "una tendència ancestral inconscient".
La legió romanitzà el llogaret aixecant-hi construccions rectangulars, va enretirar-ne la teulada de palla i va introduir-hi la teula ceràmica. Les tropes auxiliars romanes van donar continuïtat al salari argento, "pagament en sal" –forma primitiva de pagament oferta als soldats de l'Imperi romà. I n'ha quedat una reminiscència de l'equipament típic dels soldats d'infanteria romana del segle I i II en el vestit típic del sargaceiro (alguer).
Aquesta riba marítima de la regió occidental de la península Ibèrica, abans anomenada estrimnis, després s'anomenà Ofiússa, i el nom li venia d'una gran invasió de serps que van fer fugir els antics habitants de la terra. Els pobladors posteriors s'anomenaven sefes i cempsos, i també fugiren cap als pujols i als camps d'Ofiússa en el segle IV amb l'arribada dels dragans o vikings.
El llibre de Mumadona Dias ens parla dels segles IX i X, i ens hi exposa la seua preocupació envers els normands que piratejaven les platges i els llogarets dels rius. En aquest llibre s'annexa el document LIV - Càrtula de Fão junt al mar. Any 959.
Al segle x, els vaixells normands venien a la banda occidental de la península Ibèrica, i hi establiren una companyia en les construccions ovals (grubehus), de tipus viking, que els eren familiars, i de les rectangulars del campament militar romà. A Lugar das Pedrinhas hi havia una gran companyia, que donà nom al llogaret Grama d'oiro. Gramadoiro o Gramadouro és el recinte propi per a l'execució de l'operació del gramatge. Ací es pesava l'or de les mines i se l'enduien en vaixells.
Hi ha registres dels normands (nom donat als vikings pels francesos i italians en l'edat mitjana) del segle xi, de l'establiment de relacions amistoses amb la població local, i serien els transmissors dels coneixements de la navegació atlàntica, que segles més tard els pescadors portuguesos utilitzarien, fins a arribar als països nòrdics per a la pesca de l'abadejo. Els normands quan atracaven a Gramadoiro per abastir-se i comercialitzar era com si sentissen al ducat de la Pulla. El pas continu de vaixells normands al segle XII per Lugar das Pedrinhas en la ruta marítima que connectava Normandia i Sicília, Pulla i Calàbria eren parada obligatòria no sols per a proveïment d'aigua potable (a la llacuna de la Pulla) sinó també d'aliments frescs. En aquest mateix segle Berengària, filla de Sanç I, es casa amb Valdemar II de Dinamarca, i s'inicia una connexió gran entre els dos regnes, que malgrat el distanciament físic, es devia als forts llaços comercials, i Lugar das Pedrinhas u d'aquests llocs de comerç.
Al segle xiii s'hi desenvolupa la Lliga Hanseàtica a la fi de l'edat mitjana i el començament de l'edat moderna (entre els segles XIII i XVII). Comença l'era de la talassocràcia que té el comerç com a base econòmica; en aquest període Lugar das Pedrinhas decau, perquè ara les transaccions es realitzen entre les ciutats portuàries. No obstant això en aquest segle ja s'adobaven les terres i es transformà l'arenal estèril en terreny fèrtil. Durant tota l'edat mitjana aquest llogaret mantingué el nom de Gramadoiro, ja que era on es realitza el pes i pagament de l'extracció del mar al convent de Tibães, que era l'amo d'aquest nou vedat.
Al 1409 els terrenys del Lugar das Pedrinhas foren donats per Joan I al seu fill natural Alfonso, comte de Barcelos i més tard primer duc de Bragança.
Al segle XVI s'inicia la decadència de l'agricultura i l'abandó dels terrenys per la navegació cap a Orient.
Al segle xviii, Gramadoiro comença a anomenar-se Gramadeira o Frade; és un poble pescador, per les construccions existents. S'hi torna a una tasca que estava oblidada, la pesca d'algues, que era molt rendible, tant, que l'Església catòlica hi imposà prohibicions i restriccions. La millora de les activitats agromarítimes feu augmentar les explotacions agrícoles, principalment les de Fonte-Boa, que eren pescadors a l'estiu i llauradors a l'hivern. En aquest segle la dinastia Bragança és propietària de S. Miguel del Couto de la Pulla.
El 1877 el rei, per la dinastia Bragança va manar fer una escriptura de furs als "Cent homes bons", perquè en les seues cases poguessen usdefruitar les seues cabanes, amb la funció de pescar algues, amb el fi d'adobar les terres.

## Arquitectura vernacla
S'hi alçaren dos tipus de construccions de pedra de caràcter permanent, per guardar-hi jangades (basses), vaixells i eines de mar i agrícoles (rodets, ganxos, corbelles...).
* Construccions ovals
| Forma       | Oval                                                      |
| Material    | Pedra d'esquist i granit, fusta i fang                    |
| Cobertura   | Constituïda per 3 aigües                                  |
| Entrada     | Ponent, cap a la mar, constituïda per dues fulles d'obrir |
| Implantació | Aïllades                                                  |
| Origen      | i)Precelta o ii) Celta                                    |

* Construccions rectangulars
| Forma       | Rectangular                                               |
| Material    | Pedra d'esquist i granit, fusta i fang                    |
| Cobertura   | Constituïda per 2 aigües                                  |
| Entrada     | Ponent, cap a la mar, constituïda per dues fulles d'obrir |
| Implantació | En banda                                                  |
| Origen      | Romà                                                      |

## Situació i funcionament de les cabanes
Es construïren pedra a pedra de la zona de Fonte Boa (Esposende), a vora mar, damunt l'arena, la primera al sud d'una duna. Les altres empraren el mateix sistema, la construcció primera és la protectora de la següent, i això feu un alineament de construccions al llarg de la costa, paral·leles a la mar i la possibilitat directa d'accés immediat de cada una a la mar.
Així s'aconseguia, en els mesos més calents, la creació d'un espai exterior amb ombra i protegit de la tramuntana. La construcció oval, oriünda de l'embarcació, situada al sud, proporciona ombra; i la construcció situada al nord, protegeix del vent del nord molt freqüent en l'època anterior a la marea alta entre els equinoccis.

## Activitat agromarítima
Les activitats agromarítimes només es feien en una determinada època de l'any. Tota l'àrea es netejava anualment, per espargir les algues i assecar-les durant tres dies, i després es duien amb el carro de bous per femar les terres.

## Evolució
Al llarg dels anys els agricultors es feren veritables alguers. Ja sabien distingir les diverses qualitats d'algues, i les destriaven per tipus: unes amb fins fertilitzants i d'altres per a realitzar tintura de iode i per a fins medicinals i cosmètics.
A més de l'activitat agromarítima, sempre hi hagué una activitat pescadora forta (principalment el polp).